# Демидов Павло Миколайович
Павло Миколайович Демидов (6 [17] серпня 1798, Санкт-Петербург — 25 березня [6 квітня] 1840, Майнц) — російський підприємець із роду Демидових, власник найбагатших уральських чавуноплавильних заводів, у 1831—1834 pp. курський губернатор. Відомий головним чином як меценат та благодійник.

## Біографія
Син Миколи Микитовича Демидова від його шлюбу з баронесою Єлизаветою Олександрівною Строгановою. Виховання та освіту здобув у Парижі, в ліцеї Наполеона (шестирічний курс на рівні середньої школи).
Під час Вітчизняної війни 1812 року юнкером брав участь у Бородінській битві.
11 січня 1822 року зі штаб-ротмістрів Лейб-гвардії Кінно-єгерського полку вступив до Кавалергардського полку, із залишенням ад'ютантом при московському військовому генерал-губернаторі генерала від кавалерії князя Голіцина. 25 червня 1826 року був вивищений у ротмістри.
27 грудня 1826 року звільнений від служби, для визначення до статських справ, із чином колезького радника.
Потім, у 1831 році, був призначений курським цивільним губернатором із вивищенням у чин статського радника, а незабаром у чин справжнього статського радника. Пробув на цій губернаторській посаді 3 роки. Був відзначений придворним званням «на посаді єгермейстера».

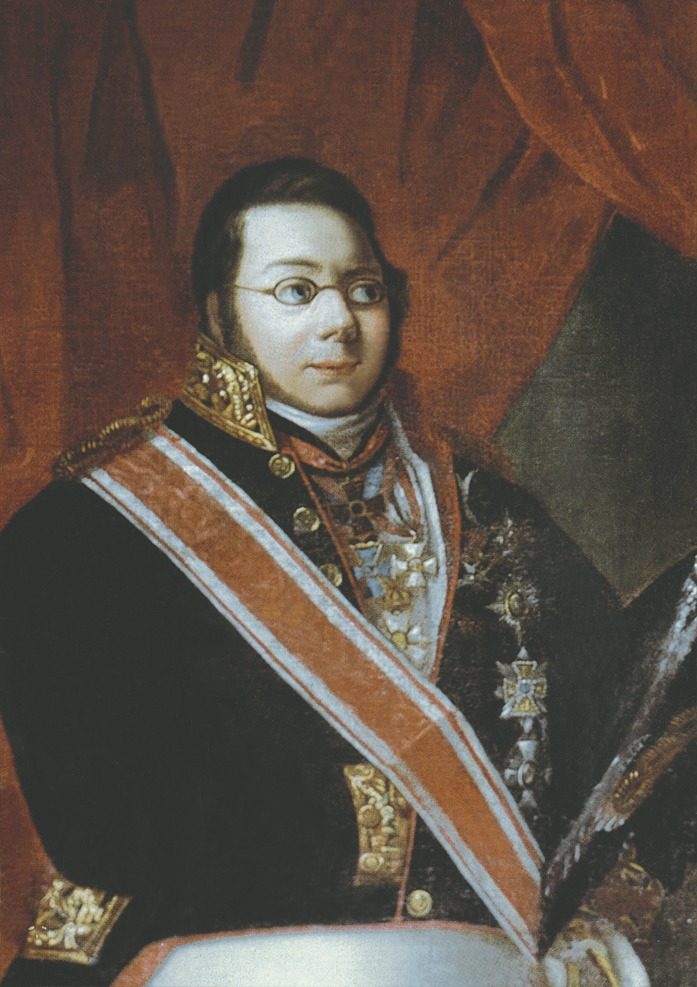
Посмертний портрет роботи П. П. Веденецького

Покровительствуючи процвітанню наукових знань у Росії і маючи величезні багатства, Демидов, з 1830 року до смерті свою, щорічно, у день народження імператора Олександра Павловича 12 грудня, вносив до Академії наук (обрала його своїм почесним членом) по 20 000 рублів на найкращі за різними частинами твори в Росії" і по 5 000 рублів «на видання увінчаних Академією рукописних творів». За таку щедру пожертву Демидов удостоївся висловлення особливого вподобання імператора Миколи Павловича.
Починаючи з 1832 року, Академія наук з пожертвуваного Демидовим капіталу щорічно призначала за видатні твори Демидівські премії великі у 5000 рублів і малі у 2500 рублів. Разом із братом своїм Анатолієм Павло Миколайович заснував у Санкт-Петербурзі дитячу лікарню, на утримання якої вніс особливий капітал, і, крім того, зробив великі пожертвування до Комітету інвалідів, до Притулку для бідних, до Товариства садівництва та інших.

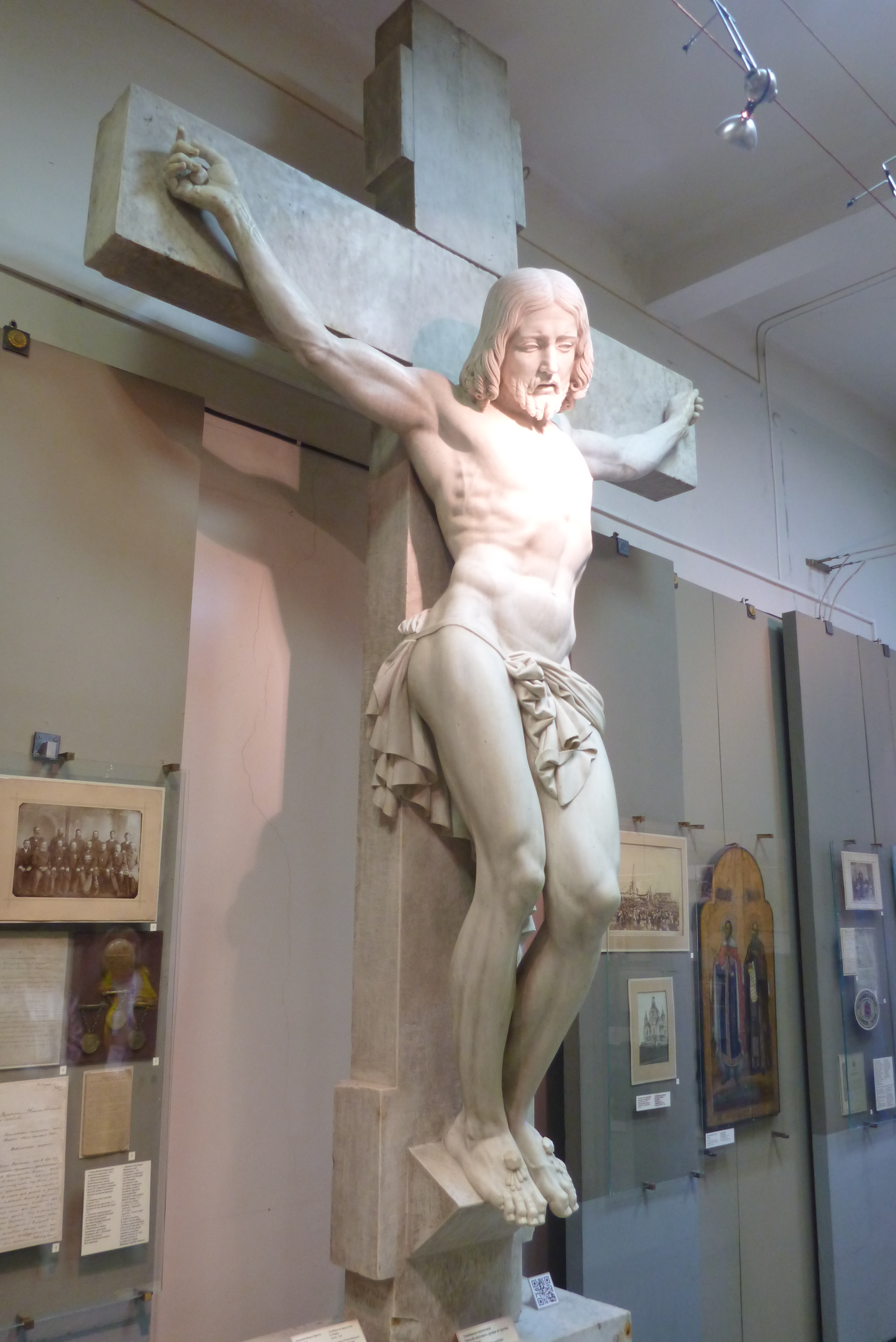
Надгробний пам'ятник П. М. Демидову роботи Дж. Прадьє, 1844. Був установлений у Вийсько-Микільській церкві Нижнього Тагілу. З 1924 року міститься в експозиції музею-заповідника «Гірничозаводський Урал»

Помер раптово від серцевої недостатності в Майнці 25 березня 1840 року (за даними «Російської родовідної книги», помер 21 березня). Похований на Тихвінському цвинтарі Олександро-Невської лаври (могила не збереглася).

## Сім'я
Брат — Демидов Анатолій Миколайович (1812—1870)
Павло Миколайович одружений був на знаменитій красуні Аврорі Карлівні Шернваль, і від цього шлюбу мав єдиного сина Павла, який отримав у спадок від дядька князівський титул Сан-Донато.
Овдовів, Аврора Карлівна одружилася з А. М. Карамзіним, сином історика.